# Iskrzyczyn

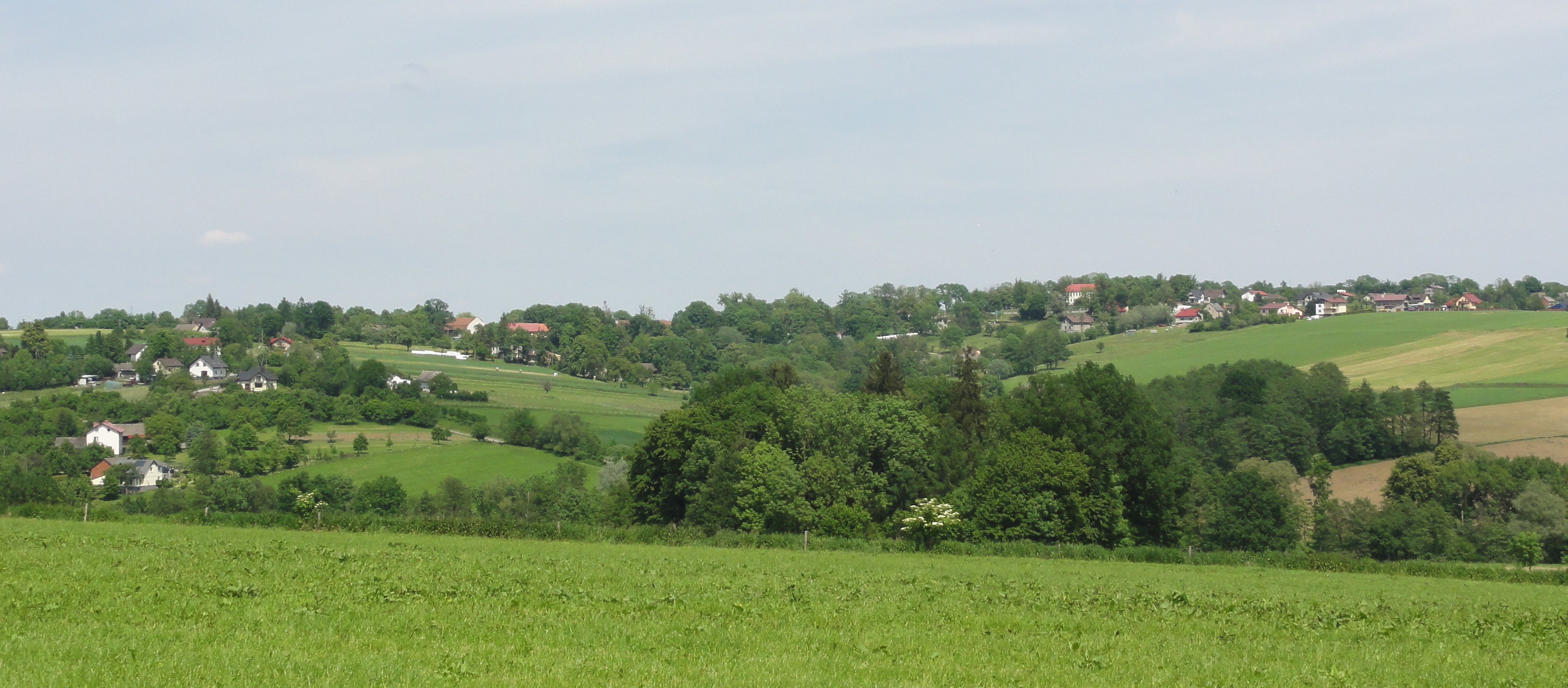
Blick auf Iskrzyczyn vom Südwesten

Iskrzyczyn [isˈkʂɨt͡ʂɨn] (deutsch Iskritschin oder Iskrzitschin) ist ein Ort mit einem Schulzenamt der Landgemeinde Dębowiec im Powiat Cieszyński der Woiwodschaft Schlesien in Polen.

## Geographie
Iskrzyczyn liegt im Schlesischen Vorgebirge (Pogórze Śląskie), etwa 22 Kilometer westlich von Bielsko-Biała und 55 Kilometer südlich von Katowice im Powiat Cieszyn.
Das Dorf hat eine Fläche von 465 Hektar (11 Prozent der Landgemeinde).
Nachbarorte sind Dębowiec im Ostnorden, Simoradz im Norden, Wilamowice und Międzyświeć im Osten, Kisielów im Südosten, Łączka im Süden sowie Kostkowice im Westen.

## Geschichte
Iskrzyczyn ist eines der ältesten Dörfer im Teschener Schlesien. Der Ort wurde am 23. Mai 1223 in einer Urkunde des Breslauer Bischofs Lorenz erstmals urkundlich als Y(I)sc(h)richino erwähnt, als Dorf, das den Zehnten der Prämonstratenserinnen in Rybnik bezahlen sollte. Der Name ist abgeleitet vom Vornamen des Urbesitzers Iskrzyca.
Politisch gehörte das Dorf ursprünglich in der Zeit des polnischen Partikularismus zum Herzogtum Oppeln-Ratibor (Teschener Kastellanei). Das Herzogtum wurde 1281 nach dem Tod von Wladislaus I. von Oppeln geteilt. Endgültig (1290) gehörte das Dorf zum Herzogtum Teschen. Seit 1327 bestand die Lehnsherrschaft des Königreichs Böhmen und seit 1526 gehörte es zur Habsburgermonarchie. Im Jahre 1453 verkaufte der bisherige Besitzer Jan Frydrychowski von Dębowiec das Dorf dem Franz von Tschammer. Seit 1766 war Iskrzyczyn im Besitz derer von Radoccy.
Nach der Aufhebung der Patrimonialherrschaften war es ab 1850 eine Gemeinde in Österreichisch-Schlesien, Bezirk Bielitz und Gerichtsbezirk Skotschau. Die erste Schule wurde 1898 in Iskrzyczyn eingerichtet.
Derweil nahm die ethnographische Gruppe der Teschener Walachen (Untergruppe der Schlesiern, nicht zu verwechseln mit Walachen) deutliche Gestalt an, wohnhaft auch in Iskrzyczyn. Traditionell sprachen sie Teschener Mundarten. In der Reichsratswahl 1907 gewann dort der polnisch-katholische Nationalaktivist Józef Londzin (46 Stimmen) vor Jan Sztwiertnia (1850–1912) (polnischer Katholik mit der Unterstützung der DF, 22 Stimmen). In der Reichsratswahl 1911 gewann wieder Józef Londzin (46 Stimmen) vor dem Vertreter der Schlesischen Volkspartei Józef Kożdoń (21 Stimmen).
1920, nach dem Zusammenbruch der k.u.k. Monarchie und des Polnisch-Tschechoslowakischen Grenzkriegs, kam Iskrzyczyn zu Polen. Es gehörte danach zu der autonomen Woiwodschaft Schlesien, Powiat Cieszyński. Unterbrochen wurde dies nur durch die Besetzung Polens durch die Wehrmacht im Zweiten Weltkrieg. Es gehörte dann zum Landkreis Teschen im Regierungsbezirk Kattowitz in der Provinz Schlesien (seit 1941 Provinz Oberschlesien).
Von 1975 bis 1998 gehörte Iskrzyczyn zur Woiwodschaft Bielsko-Biała.

### Einwohnerentwicklung
| Jahr       | 1880 | 1890 | 1900 | 1910 | 1921 |
| ---------- | ---- | ---- | ---- | ---- | ---- |
| Einwohnern | 478  | 406  | 412  | 430  | 418  |

1. ↑  Darunter: 476 (99,6 %) polnischsprachige, 1 (0,2 %) tschechischsprachige, 1 (0,2 %) deutschsprachige;
2. ↑  Darunter: 395 (97,3 %) polnischsprachige, 1 (0,2 %) tschechischsprachige, 10 (2,5 %) deutschsprachige;
3. ↑  Darunter: 100% polnischsprachige; 246 (59,1 %) römisch-katholisch, 166 (39,9 %) evangelisch, 4 (1 %) israelitisch;
4. ↑  Darunter: 100% polnischsprachige; 278 (64,7 %) römisch-katholisch, 152 (35,3 %) evangelisch;
5. ↑  Darunter: 412 (98,6 %) polnischer Nationalität, 5 (1,2 %) israelitischer Nationalität; 275 (65,8 %) römisch-katholisch, 138 (33 %) evangelisch, 5 (1,2 %) israelitisch;